# Луан Кампуш
Луан Кампуш Крістіану да Сілва (порт.-браз. Luan de Campos Cristiano da Silva; нар. 19 березня 2002, Марілья, Сан-Паулу, Бразилія) — бразильський футболіст, правий вінґер «Америки Мінейру», який виступає в оренді за рівненський «Верес».

## Життєпис

### Ранні роки
Народився в місті Марілья, штат Сан-Паулу. Футбольний шлях розпочав у команді рідного міста, згодом на юнацькому та молодіжному рівні грав за «Палмейрас» та «Америку Мінейру». У футболці «Палмейраса» став найкращим бомбардиром юнацького турніру Cruzeiro International Cup 2020. У 2023 році проявив себе в юнацькому Кубку Сан-Паулу. У півфіналі Копіньї відзначився хет-триком у воротах «Сантуса», завдяки чому вивів клуб з Мінас-Жерайсу до фіналу турніру. Тричі потрапляв до заявки першої команди на поєдинки Ліги Мінейро та на 1 матч кубку Бразилії, але в жодному з них на поле не виходив. У молодіжному чемпіонаті Бразилії 2023 року зіграв 17 матчів, в яких відзначився 9-ма голами та віддав 3 гольові передачі.

### Оренда в «Портімоненсі»
18 серпня 2023 року його орендував з правом викупу «Портімоненсі». Дебютував за португальський вісім днів по тому, в нічийному (1:1) виїзному матчі 3-го туру Прімейра-ліги проти «Ароки». Луан вийшов на поле на 82-й хвилині замість Еліу Варели. Першим голом у дорослому футболі відзначився 28 січня 2024 року на 90+5-й хвилині переможного (4:1) виїзного поєдинку 19-го туру Прімейра-ліги проти «Боавішти». Кампуш вийшов на поле на 81-й хвилині замість Еліу Варели. У сезоні 2023/24 років зіграв 18 матчів (у тому числі й 2 поєдинки у плей-оф) чемпіонату та відзначився 1-м голом, ще 1 поєдинок провів у кубку Португалії.

### Оренда в «Верес»
8 серпня 2024 року перейшов в 1-річну оренду з правом першочергового викупу до «Вереса». У футболці рівненського клубу дебютував 9 серпня 2024 року в програному (1:2) домашньому поєдинку 2-го туру Прем'єр-ліги України проти київського «Динамо». Луан вийшов на поле на 80-й хвилині замість Олександра Мельника.

## Статистика виступів

### Клубна
Станом на 18 травня 2024 року
| Сезон             | Команда           | Чемпіонат         | Чемпіонат | Чемпіонат | Нац. кубок | Нац. кубок | Нац. кубок | Конт. кубок | Конт. кубок | Конт. кубок | Інші кубки | Інші кубки | Інші кубки | Загалом | Загалом | Загалом |
| Сезон             | Команда           | Змаг.             | Матчі     | Голи      | Змаг.      | Матчі      | Голи       | Змаг.       | Матчі       | Голи        | Змаг.      | Матчі      | Голи       | Матчі   | Голи    |         |
| ----------------- | ----------------- | ----------------- | --------- | --------- | ---------- | ---------- | ---------- | ----------- | ----------- | ----------- | ---------- | ---------- | ---------- | ------- | ------- | ------- |
| 2023-2024         | «Портімоненсі»    | ПЛ                | 18        | 1         | КП+КПЛ     | 1          | 0          |             | -           | -           |            | -          | -          | 19      | 1       |         |
| Усього за кар'єру | Усього за кар'єру | Усього за кар'єру | 18        | 1         |            | 1          | 0          |             | -           | -           |            | -          | -          | 19      | 1       |         |